# عين الدفلى
عين الدفلى، مدينة وبلدية تابعة إقليميا إلى دائرة عين الدفلى بولاية عين الدفلى الجزائرية. الواقعة غرب عاصمة الجزائر وتتميز بأراضيها الخصبة المستمدة من وادي الشلف ويحميها من الجنوب جبل دوي وتعد المدينة متجذرة في التاريخ منذ عهد الإحتلال الروماني والتي لعبت دورا في مراقبة الثوار المحلييين وسميت بـ "Oppidum Novum" وبقدوم المسلمين كانت تابعة لممالك الأشراف السليمانيين وحملت اسم الخضراء الذين حكموا إقليم متيجة لغاية القرن 10م وكانت فعلا خضراء واسم على مسمى بحدائقها وبساتينها الغناء المسقية من وادي الشلف ومتعت وسرت الأعين .
وعند قدوم الفاطميين تعرضت العديد من المدن للخراب وفقد مدينة الخضراء بريقها ويقدوم الهلاليين إستوطنوا المنطقة مثل قبيلتي صبيح والعطاف رفقة القبائل البربرية المحلية
وبقدوم الفرنسيين حملت اسم أميرال فرنسي دوبيري وإستغل الفرنسيون خيراتها وعند الاستقلال حملت اخيرا اسم عين الدفلى النبات المنتشر بكثافــة في الأرجاء

## التسمية
تسمية المدينة بعين الدفلى راجع أساسا لنبات الدفلى "Nerium oleander "المنتشر في المنطقة لكن التاريخ لم يذكر من أطلق عليها هذا الاسم إضافة ان المديمة حملت في الحقبة الرومانية "Oppidum Novum" وتعني المدينة الجديد وفي الحقبة الإسلامية الخضراء لخضرة أراضيها وكثرة بساتينها.

## جغرافيا

### تضاريس
تُظهر التضاريس في 3 كيلومترات المحيطة بعين الدفلة تباينًا كبيرًا في الارتفاع ، مع اختلاف في الارتفاع يصل إلى 619 مترًا ومتوسط ارتفاع فوق مستوى سطح البحر يبلغ 345 مترًا،أما في حدود 16 كيلومترًا ، تظهر أيضًا اختلافات كبيرة في الارتفاع (913 مترًا). وفي حدود 80 كيلومترًا ، اختلافات كبيرة في الارتفاع (1969 مترًا).
المنطقة الواقعة على بعد 3 كيلومترات من عين الدفلة مغطاة بأراضي المحاصيل (51٪) والأسطح الاصطناعية (28٪) ، ضمن 16 كيلومترًا من الأراضي الزراعية (70٪) والشجيرات (11٪) وضمن 80 كيلومترًا من الأراضي الزراعية (38٪) وماء (25٪).

### مناخ
يستمر الموسم الحار لمدة 2.8 شهرًا ، من 17جوان إلى 12 سبتمبر ، بمتوسط درجة حرارة مرتفعة يومية أعلى من 31 درجة مئوية. أكثر شهور السنة سخونة في عين الدفلة هو أغسطس ، حيث يبلغ متوسط درجة الحرارة العظمى 35 درجة مئوية والحد الأدنى 22 درجة مئوية.
يستمر الموسم البارد لمدة 4 أشهر ، من 18 نوفمبر إلى 18 مارس ، بمتوسط درجة حرارة مرتفعة يومية أقل من 64 درجة فهرنهايت. أبرد شهور السنة في عين الدفلة هو يناير ، بمتوسط درجة حرارة تقل عن 6 درجات مئوية وحد أقصى 15 درجة مئوية.

### الموقع
- الشمال: بلديات العامرة، مخاطرية وعريب
- الجنوب: بلدتي جليدة وبوراشد.
- الشرق: بلديتي عريب وسيدي لخضر.
- الغرب:بلديتي بوراشد والروينة.

### المسافات بين المدن
- الشمال : تيبازا 104كلم
- الجنوب :تيسمسيلت 117كلم
- الشرق :البليدة 110 كلم المدية 85كلم العاصمة 140كلم
- الغرب :الشلف 75 كلم غليزان 155كلم وهران285كلم

## تاريخ

### الحقبة القديمة
نظرا للموقع الإستراتيجي للمنطقة إستغل الرومان وجودهم لإقامة مكان للتواجد العسكري لمراقبة المتمردين المحليين القاطنين في جبال زالاكوس الونشريس حاليا وفي عام 43 م في عهد الإمبراطور كلاوديوس أنشأوا مركزا يحمل اسم "Oppidum Novum" وتعني البلدة الجديدة وسكنها قدماء المحاريبن الرومان وكانت تحت حكم أيول (شرشال) عاصمة موريطانيا  كما أقام الرومان جسر للإتصال بمليانة قصد السيطرة على المنطقة من يد أعدائهم

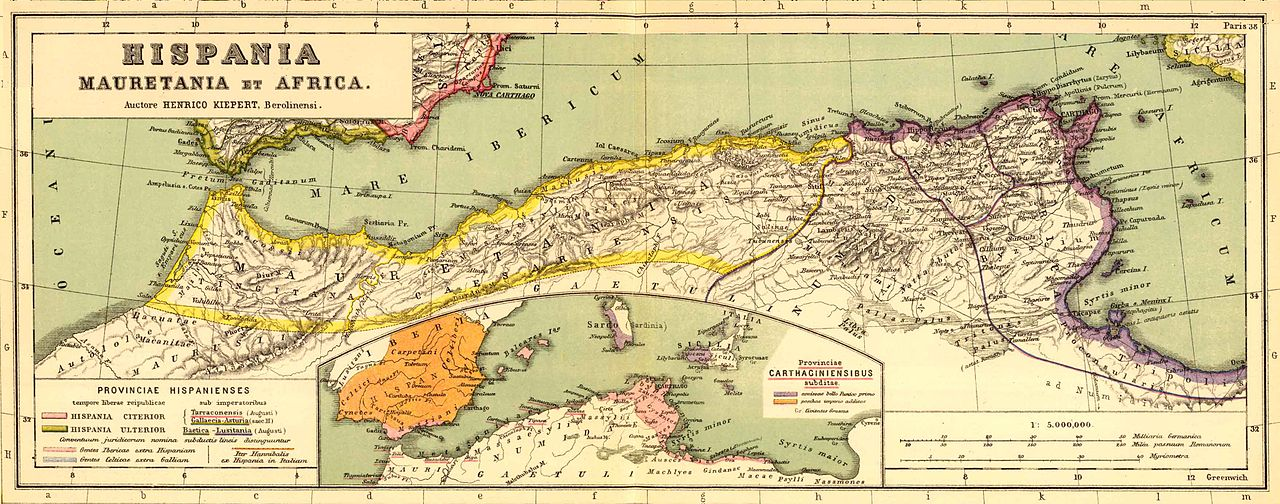
خريطة موريتانيا القيصرية

### الحقبة الإسلامية
وبقدوم المسلمين لشمال إفريقيا تغيرت العديد من أسامي المدن والبلدات وأصبحت تسمى بالخضراء لخضرة أراضيها وخصوبتها خاصة أنها تقع بمحاذات واد هريزة الذي يلتقي مع وادي الشلف وتحدث عنها العديد من المؤرخين مثل:
- اليعقوبي كتاب البلدان والذي قال فيها :

| عين الدفلى | ومدينة الخضراء ويتصل بهذه مدن كثيرة وحصون وفرى ومزارع ويتغلب على هذا البلد ولد محمد بن سليمان بن عبد الله بن الحسن ابن الحسن ابن علي ابن أبي طالب عم كل رجل منهم مقيم متحصن في مدينة وناحية وعددهم كثير حتى أن البلد يعرف بهم وينسب إليهم وآخر المدن التي في أيديهم المدينة التي تقرب البحر يفال لها سوق إبراهيم | عين الدفلى |

- إبن حوقل في صورة الأرض :العصر الوسيط ببلاد المغرب الإسلامي

| عين الدفلى | ومن بني واريفن إلى الخضراء مدينة على نهر ولها فواكه وسوان وبها السفرجل المعنق الفراسي ولها ناحية خصبة وفيها سوق وجامع وحمام ومنها إلى مليانة | عين الدفلى |

العصر الوسيط ببلاد المغرب الإسلامي

- والبكري في كتاب المسالك والممالك :

| عين الدفلى | الخضراء وهي مدينة جليلة على مقربة من تنس وهي مدينة كبيرة على نهر خرارعليه الأرحاء وإذا حمل دخل المدينة وحولها بساتين كثيرة ويكتنفها من قبائل البربرمدغرة وبنو دمر ومديونة وبني واريفن | عين الدفلى |

- والإدريسي نزهة المشتاق في إختراق الأفاق :

| عين الدفلى | وهي مدينة صغيرة على نهر صغير عليه عمارات متصلة بالكروم وبها من السفرجل كل بديع ولها سوق وحمام وسوقها يجتمع إليه من كل ناحية | عين الدفلى |

- ياقوت الحموي في كتابه الشهير معجم البلدان :

| عين الدفلى | والمدينة الخضراء بلدة بينها وبين مليانة يوم واحد وهي مدينة جليلة كثيرة البساتين على شاطئ نهر من أخصب من أخصب مدن إفريقية | عين الدفلى |

وكانت تابعة للممالك السليمانية الموازية لحكم الرستميين إلا أن الحروب التي شهدتها مختلف مناطق المغرب الاوسط منذ قدوم الفاطميين أدى إلى إختفاء معضمن المدن الواقعة على السهول بسبب عدم حصانتها أمام هجمات المحاربين وبرزت مدن أخرى الواقعة في الجبال بقضل حصانتها الطبيعية وصعوبة مسالكها أن تصمد أمام عوامل الطبيعة القاسية وهجمات الأعداء

### الحقبة الإستعمارية

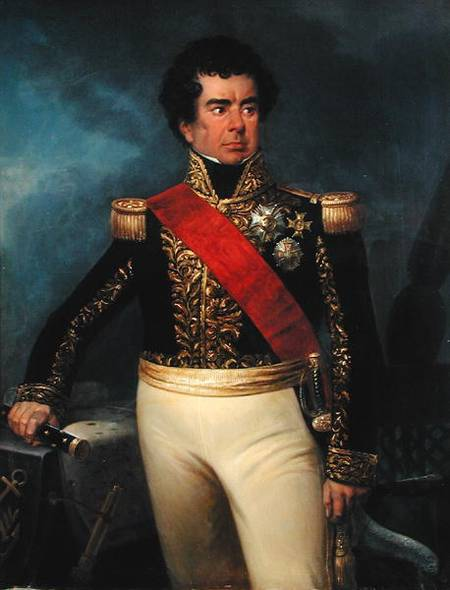
الأميرال قاي فيكتور ديبيري

بعض الثضاء عى ثورة الأمير عبد القادر ودولته بشكل رسمي توجهت فرنسا لإقامة العديد من المراكز الإستطانية الموجهة للمعمرين القادمين من فرنسا وأنحاء أوروبا بغية إستغلال خيرات الجزائر وإستعباد أهاليها ووكانت مركز دوبيري من أهم النماذج وتطور المركز في كرونولوجيا مهمة متمثلة في :
- في 06 سبتمبر 1857 تأسس مركز إستيطاني حمل اسم Duperré تيمنا بلأميرال الفرنسي Guy-Victor Duperré أقيمت على أرض مساحتها 2251هـا وكانت تابعة لعمالة الجزائر
- 05 سبتمبر 1859 أصبحت بلدية كاملة الصلاحيات وبلغ عدد سكانها 2393 نسمة، في عام 1876 ، بما في ذلك 380 فرنسيًا، و4 من اليهود ، و1933 مسلمًا، و76 أجنبي. ، ولديها قاضي سلام وكنيسة ومدرسة وسوق جيد التجهيز.وتتكون محاصيلها الرئيسية من القمح الصلب والقمح الطري والفول والشعير والبطاطس والكروم.كما حدد O. NIEL ،، أن هذا المركز قد طور بموارده الخاصة، على الرغم من عدم ملاءمة الموقع الأولي. وعلى عكس ما حدث في أماكن أخرى، صمد المستوطنون الأوائل وتعلقهم ابلأرض. اونتصرت مثابرتهم على كل العقبات. وتحسنت محاصيلها ومزارعها بشكل كبير
- وفي 28 جوان 1956 [6] إرتقت لدائرة وفي 20 ماي 1957 أصبحت تابعة لعمالة أورليون فيل الشلف حاليا .[7] وضمت كل من بلديات : العطاف -الخربة - الروينة - تاشتة - بوراشد - بني وزان - العبادية -عريب - سيدي بوعبيدة

## حقبة الإستقلال

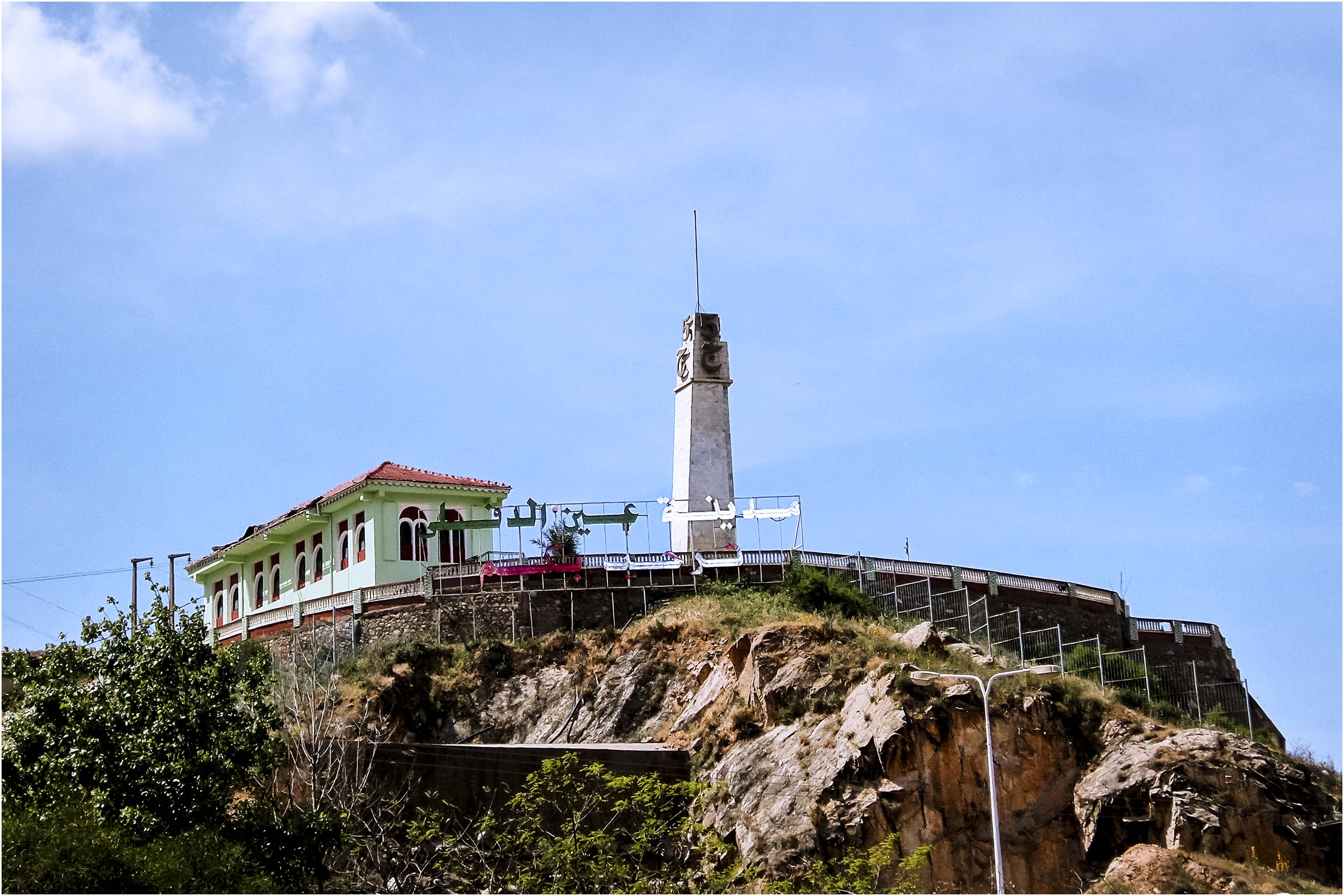
عين الدفلى

كانت عين الدفلى دائرة تابعة لولاية الأصنام وفي العام 1984 إرتقت لعاصمة ولاية حاملة ترقيم 44 وضمت كل من :
- دائرة الروينة
- دائرة العامرة
- دائرة العبادية
- دائرة العطاف
- دائرة برج الأمير خالد
- دائرة بطحية
- دائرة بومدفع
- دائرة جليدة
- دائرة جندل
- دائرة حمام ريغة
- دائرة خميس مليانة
- دائرة عين الدفلى
- دائرة عين لشياخ
- دائرة مليانة

## المواصلات
- الطريق الوطني رقم 04
- الطريق السيار شرق غرب
- خط السكة الحديدية الجزائر وهران

## المساجد
تضمن مدينة عين الدفلى العديد من المساجد أبرزها:
- مسجد التقوى
- مسجد أبو بكر الصديق
- مسجد مالك بن أنس
- مسجد السلام
- مسجد العتيق
- الرحمن
- الخضراء
- السنة البر والإحسان
- مسجد النور

## الرياضة
- جيل عين الدفلى
- رائد عين الدفلى

## إعلام
- إذاعة عين دفلى
- البث الحي للإذاعة عين الدفلى

## أعلام
- عمار غول
- فاطمة الزهراء زرواطي
- مولود معمري
- أحمد عطاف
- أحمد جبار

## وصلات خارجية
- الموقع الرسمي لولاية عين الدفلى
- البث الحي للإذاعة عين الدفلى